# Hazel (Dakota du Sud)
Hazel est une municipalité américaine située dans le comté de Hamlin, dans l'État du Dakota du Sud.
La localité est fondée en 1888 sous le nom de Hazeldolle, en référence aux enfants du propriétaire des lieux : Hazel et Delbert Bowley. Son nom est raccourci dans les années qui suivent.

## Démographie
| 1910 | 1920 | 1930 | 1940 | 1950 | 1960 |
| ---- | ---- | ---- | ---- | ---- | ---- |
| 229  | 247  | 191  | 182  | 161  | 128  |

| 1970 | 1980 | 1990 | 2000 | 2010 | - |
| ---- | ---- | ---- | ---- | ---- | - |
| 101  | 94   | 103  | 105  | 91   | - |

Selon le recensement de 2010, Hazel compte 91 habitants. La municipalité s'étend sur 0,24 milles carrés (0,62 km2).